# Licence (England und Wales)
Als licence bezeichnet man im englischen land law einen vertraglichen Anspruch auf Nutzung einer Liegenschaft.

## Abgrenzung
Die klassische Abgrenzung zwischen licence und lease geschah durch das Merkmal der exclusive possession. Rechtsfolge war, dass die lease dinglich wirkte, während die licence lediglich eine vertragliche Erlaubnis darstellte und nur die jeweiligen Parteien binden konnte:

“A dispensation or licence properly passeth no interest, nor alters or transfers property in any thing, but only makes an action lawful which, without it, had been unlawful.”

Ein typisches Beispiel hierfür ist das Betreten eines Geschäfts: Der Betretende erhält hier (konkludent) eine licence, das Geschäft zu betreten und kann deshalb nicht wegen trespass verklagt werden.
Das Vordringen des Mieterschutzes durch die rent acts führte dazu, dass land lords (~ Vermieter) nur noch licences vergaben. Da bei Ende der eigentlichen Laufzeit einer lease sich diese kraft Gesetzes verlängerte, nur schwer kündbar und sogar vererblich war, versuchten land lords statt einer lease nur noch eine licence zu vereinbaren. Als Reaktion darauf urteilten die Gerichte, dass für die Abgrenzung von lease und licence nicht der eigentliche Wortlaut der Vereinbarung entscheiden sein könne; ferner wurde das Kriterium der exclusive possession als alleiniges Abgrenzungskriterium aufgegeben. Es bedarf deshalb nunmehr einer genauen Kenntnis der jeweiligen Rechtsprechung im Einzelfall, um zu entscheiden, ob eine lease oder eine licence vorliegt.

### Exclusive possession
Wichtiges, wenn auch nicht alleiniges Merkmal einer lease ist, dass sie exclusive possession erfordert:
Luganda v Service Hotels Ltd (1969)Der landlord überließ einige Räume an den Kläger und stellte daneben Gepäckträger und Zimmerservice. Das Gericht entschied, dass keine lease bestand, da der Kläger jeden außer den landlord der Räume verweisen konnte (exclusive occupation). Folglich griffen auch nicht die Schutzvorschriften des Landlord & Tenant Act 1968.
Brooker Settles Estates Ltd v Ayers (1987)In verfahrensrechtlicher Hinsicht entschied der Court of Appeal, dass die Frage der exclusive possession tatsächlicher Natur sei und vom Richter erster Instanz zu entscheiden sei.

### Bezeichnung
Irrelevant für die Abgrenzung ist die Bezeichnung durch die Parteien:
Addiscombe Garden Estates Ltd v Crabbe and Others (1958)Die trustees eines Tennisclubs erhielt vom landlord das Recht, einen Tennisplatz zu benutzen. Das Dokument war als licence bezeichnet. Zahlte der Tennisclub nicht, hatte der landlord ein Eintrittsrecht; die trustees hatten die Räumlichkeiten zu erhalten und das Recht des quiet enjoyment, der landlord hatte das Recht die Räumlichkeiten auf Instandhaltung zu untersuchen. Das Gericht entschied, dass ungeachtet der Bezeichnung als licence die Einzelheiten der Vereinbarung eine lease konstituierten.
Street v Mountford (1985)Für die Entscheidung, ob lease oder licence vorliegt kommt es nicht auf die Bezeichnung, aber auch nicht auf die Bestimmungen im Vertrag an, sondern auf die tatsächliche Durchführung.

## Rechtsfolgen
Die Unterscheidung ist nach wie vor von Bedeutung, wenn es auf die Anwendbarkeit von Mieterschutzvorschriften ankommt, vor allem die leichte Kündbarkeit einer licence (vgl. Monmouth Borough Council v Marlog (1994)). Ferner wirkt die lease auch gegenüber Dritten, wohingegen die licence lediglich gegenüber dem Vertragspartner wirkt. Zuletzt wirkt der Landlord & Tenant Act 1954 nur bei Bestehen einer lease.: